# Jack de Marseille
Jack de Marseille, de son vrai nom Jacques Garotta, né en 1965, est un disc jockey de musique électronique et producteur de musique français. Il a aussi utilisé les pseudonymes Jaquou le Croquant et DJ Jack.

## Biographie
Dans les années 1980, Jack de Marseille mixe des morceaux d'acid house, EBM, et new beat. Il fait ses premiers pas comme DJ en 1990 dans une boîte du Cap d’Agde. Il abandonne, dès 1990, ses études de vétérinaire et les courts de tennis pour se consacrer au métier de DJ. En 1992, il se fait connaître à Marseille, où il organise et anime la première rave de la ville Atomix à la Friche Belle de Mai. Il y rencontre Laurent Garnier. C'est aussi à la Friche qu'il a son studio, où il démarre sur Radio Grenouille, et où le groupe IAM a aussi son studio. Il est engagé pour la première rave des Transmusicales de Rennes,. Les années suivantes, ses prestations s'enchaînent dans de grandes soirées, et il devient DJ résident sur Radio FG puis au Rex Club.
Il commence petit à petit à sillonner la planète : Bruxelles (Fuse), Amsterdam, les fêtes et les clubs en Chine, à New-York, en Afrique du Sud, en Italie, en Espagne, en Allemagne, en Angleterre. 
En 1994, il sort sa première compilation avec Fairway Record. Fondateur de Wax Records, sa boutique de disques à Marseille, Jack y diffuse de la house et de la techno de 1995 à 2003. En 1997, il sort le disque Submerge avec le label Ozone et ouvre les concerts de Daft Punk lors de leur première tournée. En 1998, il mixe à la première Techno Parade. Parallèlement, il fait ses armes de producteur chez Ozone Records, le label grenoblois. Il fonde également le label Wicked Music en 2001.
Son 1er album Free my Music est sorti en 2002 chez Wicked Music / Wagram Electronic, puis son deuxième album Inner Visions en 2009.
Tous les ans depuis 2015, il organise à Marseille l'évènement musical Jack In The Box Festival.

## Discographie

### Singles
- 1999 - Prima
- 1999 - Techno Bass

## Distinctions
- 1997 : Meilleur DJ de l'année par le magazine Coda[3]
- 1998 : Meilleur DJ de l'année par le magazine Trax[3]